# Ágúst Hauksson
Ágúst Friðrik Hauksson (* 11. September 1960) ist ein ehemaliger isländischer Fußballspieler. Der Verteidiger wurde 1980 beim Länderspiel Islands gegen Grönland eingewechselt. Es blieb sein einziges Länderspiel.

## Sportlicher Werdegang
Ágúst Hauksson begann seine fußballerische Laufbahn in den späten 1970er-Jahren bei Þróttur Reykjavík. In dem Verein, der ab 1978 in der höchsten isländischen Liga spielte, war er drei Jahre lang Stammspieler, womit er sich über die isländische U-19- und U-21-Auswahl für einen Kurzeinsatz in der A-Nationalmannschaft empfahl. Der Auftritt gegen Grönland (Endstand 4:1) blieb jedoch das einzige A-Länderspiel in seiner Laufbahn und sein Wechsel 1981 zu Fram Reykjavík im Anschluss an den Abstieg von Þróttur brachte ihm zwar eine Vizemeisterschaft ein, aber schon kurz darauf kehrte er zu dem mittlerweile zweitklassigen Þróttur zurück.
Zwischen 1983 und 1991 spielte er bei unterklassigen norwegischen Fußballklubs, zu denen Kopervik IL, SK Vard Haugesund, IL Trio und Rosendal TL zählten. Anschließend zog es Ágúst wieder in seine isländische Heimat und dort stellte er sich erneut in Diensten seines immer noch in der zweiten Liga aktiven Ex-Vereins Þróttur Reykjavík. Letzte bekannte Stationen waren dann wieder in Norwegen IL Averøykameratene (1997), Stord IL (1998–2000) und ein weiteres Mal IL Trio (2003).